# Associazione Sportiva Roma 2011-2012
Questa voce raccoglie le informazioni riguardanti l'Associazione Sportiva Roma nelle competizioni ufficiali della stagione 2011-2012.

## Stagione
La stagione 2011-2012 è la 79ª stagione in Serie A della Roma e la 83ª nel campionato di massima serie italiano. Il nuovo allenatore è Luis Enrique, famoso ex-calciatore spagnolo, fino all'anno precedente a guida del Barcellona B. Il campionato comincia l'11 settembre, in ritardo di due settimane rispetto al previsto a causa del rinvio della prima giornata e dalla sosta per gli incontri delle rappresentative nazionali. La Roma esordisce con una sconfitta casalinga per 2-1 contro il Cagliari. Alla terza giornata affronta l'Inter a San Siro concludendo l'incontro a reti bianche a cui segue un altro pareggio casalingo per 1-1 col Siena. La prima vittoria di Luis Enrique sulla panchina della squadra capitolina arriva al Tardini contro il Parma grazie alla rete siglata da Pablo Osvaldo. La serie positiva continua con il 3-1 casalingo nei confronti dell'Atalanta.
Arriva poi il derby di Roma, il primo giocato con Luis Enrique in panchina giallorossa, che vede trionfare la Lazio per 2-1 in rimonta con gol di Klose al 93'. Poi la sfida casalinga col Palermo vinta grazie al gol all'esordio di Erik Lamela. Arriva il turno infrasettimanale a Genova contro il Genoa persa 2-1 in pieno recupero. Qui sigla il primo gol Fabio Borini. Segue un'altra sconfitta, casalinga, contro il Milan per 3-2. Ritorna alla vittoria Luis Enrique al Piola di Novara per 2-0: le reti di Bojan Krkić e Pablo Daniel Osvaldo. Poi in casa con il Lecce la Roma vince 2-1 con le reti di Pjanic e Gago, la prima per entrambi, con un Bojan sprecone. Il venerdì successivo c'è la trasferta di Udine persa 2-0 con le reti spettacolari di Di Natale. Altra trasferta la domenica dopo a Firenze. Non va meglio: sconfitta per 3-0 con un rigore di Jovetić per un fallo costato il cartellino rosso a Juan, un colpo di testa di Gamberini, e un altro calcio di rigore trasformato da Santiago Silva per un intervento nettamente volontario di Bojan con le mani su un tiro di Nastasic, costato anche a lui il rosso diretto. Tra il secondo e il terzo gol è stato ammonito 2 volte e quindi espulso anche Gago, che era già squalificato dopo la prima ammonizione in quanto diffidato. Dopo questa prestazione la Roma si rifà pareggiando contro la Juventus e facendo una striscia di sei risultati utili consecutivi vincendo ai danni di Napoli, Bologna, ChievoVerona e Cesena, pareggiando contro il Catania e salendo al 6º posto.
La striscia positiva si interrompe a Cagliari dove la squadra di Luis Enrique perde 4-2. Nella partita successiva, grazie ai gol di Juan e Bojan e alla doppietta di Fabio Borini, la Roma batte 4-0 l'Inter. Dopo ciò, la Roma viene sconfitta a Siena (1-0), vince in casa col Parma (1-0) e perde a Bergamo contro l'Atalanta per 4-1 (nell'occasione, Luis Enrique non manda in campo Daniele De Rossi per un leggero ritardo del giocatore alla riunione tecnica) dove inoltre vengono espulsi Osvaldo e Cassetti. Dopo questi risultati, la Roma è sempre al 6º posto a sette punti dalla zona Champions. Si arriva così al derby di ritorno: gli uomini di Luis Enrique, rimasti in dieci dopo pochi minuti per un rosso a Stekelenburg da cui si origina il rigore dell'1-0 siglato da Hernanes, giungono al pari con Borini e rete decisiva di Mauri che dà la vittoria ai biancocelesti. È ancora Borini a segnare a Palermo dopo pochi minuti: stavolta la Roma vince 1-0. Altro 1-0 contro il Genoa, sempre dopo pochi minuti, risultati che danno sei punti ai capitolini e riducono il distacco dal terzo posto (- 4). Gol decisivo messo a segno da Osvaldo. Si va poi a San Siro contro il Milan: Osvaldo sblocca la partita, poi la Roma viene rimontata da due gol, uno dal dischetto, di Ibrahimović. Un 5-2 arriva in casa contro il Novara, che si porta in vantaggio con Andrea Caracciolo, il 1º aprile 2012. Nell'incontro vanno a segno oltre a Caracciolo, Marquinho, che sigla il suo primo gol in giallorosso, Osvaldo, Simplicio (gol a cucchiaio), Bojan Krkić, Morimoto e Erik Lamela. La giornata seguente la Roma perde 4-2 a Lecce.
Nel successivo turno infrasettimanale contro l'Udinese, vince lo scontro diretto per l'Europa contro i friulani: Osvaldo, Di Natale, Totti e Marquinho i marcatori. Il 15 aprile, in un'altra infrasettimanale, la gara casalinga con la Fiorentina verrà persa per 2-1. Sette giorni dopo arriva la sconfitta allo Juventus Stadium per 4-0 (doppietta Vidal, Pirlo e Marchisio). La volta dopo i giallorossi ottengono un pareggio con una buona prestazione col Napoli di Mazzarri per 2-2 dopo che sono andati in vantaggio in chiusura primo tempo con Marquinho facendosi poi rimontare in 18' minuti del secondo prima da Zúñiga e poi da Cavani e all'87' Simplicio sfrutta l'assist di Tallo e guadagna un punto. Il martedì successivo a Verona, contro il ChievoVerona finisce 0-0. La stagione termina con un pareggio (2-2) contro il Catania e una vittoria (2-3) a Cesena, risultati che la fanno rimanere fuori dall'Europa per la prima volta dopo 15 anni. Alla fine della stagione Luis Enrique lascia la squadra dopo solo un anno da allenatore in Italia. Lo seguirà il ceco Zdeněk Zeman nella stagione successiva.
In Coppa Italia la Roma viene eliminata ai quarti di finale.
Negli ottavi i giallorossi incontrano la Fiorentina, vincendo 3-0 (doppietta di Lamela e gol di Borini)
Ai quarti incontra la Juventus e viene sconfitta 3-0 (Giaccherini, Del Piero e autogol di Kjær). In questa stagione i giallorossi disputano la Europa League come impegno europeo, venendo eliminati ai play-off.
Il primo incontro europeo disputato dalla squadra è la partita d'andata del play-off di Europa League del 18 agosto contro lo Slovan Bratislava, in cui la squadra viene sconfitta per 1-0. Nel ritorno della settimana successiva i giallorossi non vanno oltre un pareggio, venendo così eliminati dal torneo.

## Divise e sponsor
Nella stagione 2011-2012, lo sponsor tecnico è Kappa, mentre lo sponsor ufficiale è Wind. La prima divisa è costituita da maglia rossa con bordi manica e colletto gialli, pantaloncini bianchi e calzettoni neri. In trasferta i Lupi usano una costituita da maglia bianca il "lupetto" di Piero Gratton al posto dello stemma societario, pantaloncini bianchi, calzettoni bianchi. Come terza divisa viene usato un kit nero anch'esso presentante il "lupetto". I portieri usano tre divise: una nera, una verde, una grigia, tutte con dettagli gialli.
| Casa | Trasferta | Terza Divisa | 1ª portiere | 2ª portiere | 3ª portiere |

## Organigramma societario
Di seguito l'organigramma societario.
Area direttiva
- Presidente: Thomas DiBenedetto
- Vice Presidenti: Roberto Cappelli, Joseph Tacopina
- Direttore Generale: Franco Baldini
- Direttore Sportivo: Walter Sabatini
- Amministratore Delegato: Claudio Fenucci

Area tecnica
- Allenatore: Luis Enrique
- Allenatore in seconda: Robert Moreno González
- Collaboratore tecnico: Iván de la Peña (fino al 12 agosto)
- Collaboratore tecnico: Aurelio Andreazzoli
- Preparatore atletico: Rafael Cabanellas
- Preparatore dei portieri: Franco Tancredi

## Rosa
Di seguito la rosa.
| N. |                                 | Ruolo | Calciatore                       |
| -- | ------------------------------- | ----- | -------------------------------- |
| 1  | Romania (bandiera)              | P     | Bogdan Lobonț                    |
| 2  | Brasile (bandiera)              | D     | Cicinho                          |
| 3  | Spagna (bandiera)               | D     | José Ángel                       |
| 4  | Brasile (bandiera)              | D     | Juan                             |
| 5  | Argentina (bandiera)            | D     | Gabriel Heinze                   |
| 7  | Cile (bandiera)                 | C     | David Pizarro                    |
| 7  | Brasile (bandiera)              | C     | Marquinho                        |
| 8  | Argentina (bandiera)            | A     | Erik Lamela                      |
| 9  | Italia (bandiera)               | A     | Pablo Osvaldo                    |
| 10 | Italia (bandiera)               | A     | Francesco Totti (capitano)       |
| 11 | Brasile (bandiera)              | C     | Rodrigo Taddei                   |
| 14 | Spagna (bandiera)               | A     | Bojan Krkić                      |
| 15 | Bosnia ed Erzegovina (bandiera) | C     | Miralem Pjanić                   |
| 16 | Italia (bandiera)               | C     | Daniele De Rossi (vice capitano) |
| 18 | Italia (bandiera)               | P     | Gianluca Curci                   |
| 19 | Argentina (bandiera)            | C     | Fernando Gago                    |
| 20 | Italia (bandiera)               | C     | Simone Perrotta                  |
| 21 | Francia (bandiera)              | D     | Loïc Nego                        |
| 22 | Italia (bandiera)               | A     | Marco Borriello                  |

| N. |                           | Ruolo | Calciatore           |
| -- | ------------------------- | ----- | -------------------- |
| 23 | Italia (bandiera)         | C     | Leandro Greco        |
| 24 | Paesi Bassi (bandiera)    | P     | Maarten Stekelenburg |
| 26 | Costa d'Avorio (bandiera) | A     | Gadji Tallo          |
| 29 | Argentina (bandiera)      | D     | Nicolás Burdisso     |
| 30 | Brasile (bandiera)        | C     | Fábio Simplício      |
| 31 | Italia (bandiera)         | A     | Fabio Borini         |
| 33 | Italia (bandiera)         | C     | Matteo Brighi        |
| 40 | Italia (bandiera)         | A     | Giammario Piscitella |
| 44 | Danimarca (bandiera)      | D     | Simon Kjær           |
| 47 | Italia (bandiera)         | C     | Gianluca Caprari     |
| 77 | Italia (bandiera)         | D     | Marco Cassetti       |
| 87 | Italia (bandiera)         | C     | Aleandro Rosi        |
| 89 | Italia (bandiera)         | A     | Stefano Okaka        |
| 92 | Italia (bandiera)         | C     | Federico Viviani     |
|    | Portogallo (bandiera)     | D     | Vitorino Antunes     |
|    | Ghana (bandiera)          | C     | Ahmed Barusso        |
|    | Uruguay (bandiera)        | A     | Nicolás López        |
|    | Italia (bandiera)         | C     | Valerio Virga        |

## Calciomercato
Di seguito il calciomercato.

### Sessione estiva (dal 1/7 al 31/8)
| Acquisti | Acquisti                 | Acquisti               | Acquisti                                   |
| R.       | Nome                     | da                     | Modalità                                   |
| -------- | ------------------------ | ---------------------- | ------------------------------------------ |
| P        | Gianluca Curci           | Sampdoria              | riscatto compartecipazione (500 €)         |
| P        | Maarten Stekelenburg     | Ajax                   | definitivo (6.3 milioni € + bonus)         |
| P        | Valerio Frasca           | Villacidrese           | fine prestito                              |
| D        | Vitorino Antunes         | Livorno                | fine prestito                              |
| D        | Dejan Boldor             | Avicola                | definitivo                                 |
| D        | Cicinho                  | Villarreal             | fine prestito                              |
| D        | Alessandro Crescenzi     | Crotone                | fine prestito (0,1 milioni €)              |
| D        | Gabriel Heinze           | Olympique Marsiglia    | svincolato                                 |
| D        | Simon Kjær               | Wolfsburg              | prestito (3 milioni €)                     |
| D        | Alessandro Malomo        | Prato                  | rinnovo compartecipazione                  |
| D        | Loïc Nego                | Nantes                 | svincolato                                 |
| D        | Aleandro Rosi            | Siena                  | riscatto compartecipazione (0,7 milioni €) |
| D        | Simone Sini              | Lecce                  | fine prestito                              |
| D        | José Ángel Valdés        | Sporting Gijón         | definitivo (4.5 milioni €) + bonus         |
| C        | Ahmed Barusso            | Livorno                | fine prestito                              |
| C        | Andrea Bertolacci        | Lecce                  | riscatto compartecipazione (0,5 milioni €) |
| C        | Claudio Della Penna      | Ternana                | fine prestito                              |
| C        | Emiliano Massimo         | Aversa Normanna        | riscatto compartecipazione                 |
| C        | Fernando Gago            | Real Madrid            | prestito (0,5 milioni €)                   |
| C        | Stefano Guberti          | Sampdoria              | riscatto compartecipazione (500 €)         |
| C        | Erik Lamela              | River Plate            | definitivo (12 milioni €) + bonus          |
| C        | Miralem Pjanić           | Olympique Lione        | definitivo (11 milioni €)                  |
| C        | Pierre Alain Mendy       | Parma                  | definitivo                                 |
| C        | Joao Paulo Marangon      | Igea Virtus Barcellona | fine prestito                              |
| A        | Jean Romaric Kevin Koffi | Napoli                 | definitivo                                 |
| A        | Bojan Krkić              | Barcellona             | prestito (12 milioni €)                    |
| A        | Marco Borriello          | Milan                  | definitivo (10 milioni €)                  |
| A        | Pablo Osvaldo            | Espanyol               | definitivo (15 milioni € + bonus)          |
| A        | Stefano Okaka            | Bari                   | fine prestito                              |
| A        | Fabio Borini             | Parma                  | prestito (1.25 milioni €)                  |
| A        | Filippo Scardina         | Como                   | fine prestito                              |
| A        | Aimone Calì              | Nuova Tor Tre Teste    | definitivo                                 |
| A        | Federico Mazzolli        | Poggibonsi             | definitivo                                 |
| A        | Gadji Tallo              | Chievo                 | prestito                                   |
| A        | Adrian Stoian            | Pescara                | fine prestito                              |
| A        | Keivan Zarineh           | Latina                 | fine prestito                              |
| A        | Marco D'Alessandro       | Livorno                | fine prestito                              |

| Cessioni | Cessioni             | Cessioni            | Cessioni                   |
| R.       | Nome                 | a                   | Modalità                   |
| -------- | -------------------- | ------------------- | -------------------------- |
| P        | Júlio Sérgio         | Lecce               | prestito                   |
| P        | Doni                 |                     | rescissione                |
| P        | Valerio Frasca       | Pro Patria          | prestito                   |
| P        | Alexandru Pena       | Dinamo Bucarest     | prestito                   |
| D        | Guillermo Burdisso   | Rosario Central     | fine prestito              |
| D        | Alessandro Crescenzi | Bari                | prestito                   |
| D        | Paolo Castellini     | Parma               | fine prestito              |
| D        | Simone Loria         |                     | svincolato                 |
| D        | Philippe Mexès       |                     | svincolato                 |
| D        | John Arne Riise      | Fulham              | definitivo (2,8 milioni €) |
| D        | Simone Sini          | Bari                | prestito                   |
| D        | Alessandro Malomo    | AlbinoLeffe         | compartecipazione          |
| D        | Sebastian Mladen     | Chindia Targoviste  | prestito                   |
| D        | Paolo Frascatore     | Benevento           | prestito                   |
| D        | Riccardo Brosco      | Triestina           | definitivo                 |
| C        | Stefano Guberti      | Torino              | prestito                   |
| C        | Jérémy Ménez         | Paris Saint-Germain | definitivo (8 milioni €)   |
| C        | Matteo Brighi        | Atalanta            | prestito                   |
| C        | Valerio Virga        | Virtus Lanciano     | prestito                   |
| C        | Stefano Pettinari    | Crotone             | prestito                   |
| C        | Marco D'Alessandro   | Verona              | prestito                   |
| C        | Andrea Bertolacci    | Lecce               | prestito                   |
| C        | Alessandro Florenzi  | Crotone             | prestito                   |
| C        | Gianmarco Falasca    | Inter               | svincolato                 |
| C        | Enrico Citro         | Avellino            | compartecipazione          |
| A        | Adrian Stoian        | Bari                | prestito                   |
| A        | Filippo Scardina     | Viareggio           | prestito                   |
| A        | Mattia Montini       | Benevento           | prestito                   |
| A        | Mirko Vučinić        | Juventus            | definitivo (15 milioni €)  |

### Sessione invernale (dal 3/1 al 31/1)
| Acquisti | Acquisti                 | Acquisti   | Acquisti                    |
| R.       | Nome                     | da         | Modalità                    |
| -------- | ------------------------ | ---------- | --------------------------- |
| C        | Marquinho                | Fluminense | prestito                    |
| A        | Fabio Borini             | Parma      | compartecipazione           |
| A        | Nicolás López            | Nacional   | definitivo (0,79 milioni €) |
| A        | Jonathan Alexis Ferrante | Piacenza   | definitivo                  |
| A        | Valerio Virga            | Lanciano   | fine prestito               |

| Cessioni | Cessioni         | Cessioni        | Cessioni             |
| R.       | Nome             | a               | Modalità             |
| -------- | ---------------- | --------------- | -------------------- |
| D        | Vitorino Antunes | Paniōnios       | prestito             |
| C        | Ahmed Barusso    | Nocerina        | prestito             |
| C        | David Pizarro    | Manchester City | prestito             |
| A        | Marco Borriello  | Juventus        | prestito (0,5 mln €) |
| A        | Stefano Okaka    | Parma           | prestito             |
| A        | Gianluca Caprari | Pescara         | prestito             |

## Risultati

### Serie A

#### Girone di andata
| Arbitro: | De Marco (Genova) |

|  |           |                        |
|  | Marcatori | 17’ Taddei 40’ Osvaldo |

| Arbitro: | Gava (Conegliano) |

|                |           |                          |
| De Rossi 90+7’ | Marcatori | 69’ Conti 90+3’ El Kabir |

| Milano 17 settembre 2011, ore 20:45 CEST 3ª giornata | Inter               | 0 – 0 referto | Roma | Stadio Giuseppe Meazza (47.944 spett.)\| Arbitro: \| Mazzoleni (Bergamo) \| |
| Arbitro:                                             | Mazzoleni (Bergamo) |               |      |                                                                             |

| Arbitro: | Guida (Torre Annunziata) |

|             |           |              |
| Osvaldo 24’ | Marcatori | 88’ Vitiello |

| Arbitro: | Orsato (Schio) |

|  |           |             |
|  | Marcatori | 50’ Osvaldo |

| Arbitro: | Celi (Campobasso) |

|                                     |           |           |
| Bojan 20’ Osvaldo 31’ Simplicio 72’ | Marcatori | 47’ Denis |

| Arbitro: | Tagliavento (Terni) |

|                                 |           |            |
| Hernanes 51’ (rig.) Klose 90+3’ | Marcatori | 5’ Osvaldo |

| Arbitro: | Bergonzi (Genova) |

|           |           |  |
| Lamela 7’ | Marcatori |  |

| Arbitro: | Gervasoni (Mantova) |

|                        |           |            |
| Janković 38’ Kucka 89’ | Marcatori | 82’ Borini |

| Arbitro: | Damato (Barletta) |

|                        |           |                                |
| Burdisso 28’ Bojan 86’ | Marcatori | 17’, 66’ Ibrahimović 30’ Nesta |

| Arbitro: | Rocchi (Firenze) |

|  |           |                       |
|  | Marcatori | 73’ Bojan 76’ Osvaldo |

| Arbitro: | Brighi (Cesena) |

|                     |           |                |
| Pjanić 25’ Gago 53’ | Marcatori | 62’ Bertolacci |

| Arbitro: | Banti (Livorno) |

|                        |           |  |
| Di Natale 79’ Isla 89’ | Marcatori |  |

| Arbitro: | Damato (Barletta) |

|                                                   |           |  |
| Jovetić 17’ (rig.) Gamberini 44’ Silva 86’ (rig.) | Marcatori |  |

| Arbitro: | Orsato (Schio) |

|             |           |               |
| De Rossi 6’ | Marcatori | 64’ Chiellini |

| Arbitro: | Celi (Campobasso) |

|            |           |                                                |
| Hamsik 82’ | Marcatori | 3’ (aut.) De Sanctis 59’ Osvaldo 90’ Simplicio |

| Arbitro: | Russo (Nola) |

|                              |           |  |
| Totti 33’ (rig.), 78’ (rig.) | Marcatori |  |

| Arbitro: | Tagliavento (Terni) |

|                  |           |              |
| Legrottaglie 25’ | Marcatori | 28’ De Rossi |

| Arbitro: | Giannoccaro (Lecce) |

|                                            |           |          |
| Totti 1’, 8’ Borini 9’ Juan 62’ Pjanić 70’ | Marcatori | 58’ Éder |

#### Girone di ritorno
| Arbitro: | Guida (Torre Annunziata) |

|            |           |             |
| Pjanić 62’ | Marcatori | 56’ Di Vaio |

| Arbitro: | Romeo (Verona) |

|                                                |           |                     |
| Thiago Ribeiro 6’, 48’ Pinilla 41’ Ekdal 90+2’ | Marcatori | 13’ Juan 34’ Borini |

| Arbitro: | De Marco (Genova) |

|                                    |           |  |
| Juan 13’ Borini 41’, 48’ Bojan 89’ | Marcatori |  |

| Arbitro: | Rocchi (Firenze) |

|                   |           |  |
| Calaiò 60’ (rig.) | Marcatori |  |

| Arbitro: | Peruzzo (Schio) |

|            |           |  |
| Borini 25’ | Marcatori |  |

| Arbitro: | Damato (Barletta) |

|                                   |           |            |
| Marilungo 10’ Denis 19’, 47’, 66’ | Marcatori | 36’ Borini |

| Arbitro: | Bergonzi (Genova) |

|            |           |                               |
| Borini 16’ | Marcatori | 10’ (rig.) Hernanes 62’ Mauri |

| Arbitro: | Banti (Livorno) |

|  |           |           |
|  | Marcatori | 3’ Borini |

| Arbitro: | Giannoccaro (Lecce) |

|            |           |  |
| Osvaldo 3’ | Marcatori |  |

| Arbitro: | Mazzoleni (Bergamo) |

|                             |           |             |
| Ibrahimović 53’ (rig.), 83’ | Marcatori | 44’ Osvaldo |

| Arbitro: | Romeo (Verona) |

|                                                                |           |                             |
| Marquinho 25’ Osvaldo 34’ Simplício 55’ Bojan 61’ Lamela 90+2’ | Marcatori | 17’ Caracciolo 77’ Morimoto |

| Arbitro: | Orsato (Schio) |

|                                     |           |                      |
| Muriel 22’, 49’ Di Michele 44’, 56’ | Marcatori | 88’ Bojan 90’ Lamela |

| Arbitro: | Rizzoli (Bologna) |

|                                      |           |               |
| Osvaldo 8’ Totti 86’ Marquinho 90+2’ | Marcatori | 43’ Fernandes |

| Arbitro: | Brighi (Cesena) |

|           |           |                          |
| Totti 27’ | Marcatori | 2’ Jovetić 90+2’ Lazzari |

| Arbitro: | Bergonzi (Genova) |

|                                      |           |  |
| Vidal 4’, 8’ Pirlo 29’ Marchisio 52’ | Marcatori |  |

| Arbitro: | Rizzoli (Bologna) |

|                             |           |                       |
| Marquinho 42’ Simplício 88’ | Marcatori | 48’ Zúñiga 68’ Cavani |

| Verona 1º maggio 2012, ore 18:00 CEST 36ª giornata | Chievo          | 0 – 0 referto | Roma | Stadio Marcantonio Bentegodi (8.000 spett.)\| Arbitro: \| Banti (Livorno) \| |
| Arbitro:                                           | Banti (Livorno) |               |      |                                                                              |

| Arbitro: | Peruzzo (Schio) |

|                |           |                              |
| Totti 52’, 77’ | Marcatori | 58’ (rig.) Lodi 67’ Marchese |

| Arbitro: | Russo (Nola) |

|                         |           |                                   |
| Del Nero 9’ Santana 90’ | Marcatori | 27’ Bojan 32’ Lamela 49’ De Rossi |

### Coppa Italia

#### Fase finale
| Arbitro: | De Marco (Genova) |

|                            |           |  |
| Lamela 53’, 66’ Borini 75’ | Marcatori |  |

| Arbitro: | Banti (Livorno) |

|                                              |           |  |
| Giaccherini 6’ Del Piero 30’ Kjær 90’ (aut.) | Marcatori |  |

### Europa League

#### Play-off
| Arbitro: | Antonio Mateu Lahoz |

|              |           |  |
| Dobrotka 80’ | Marcatori |  |

| Arbitro: | Halis Özkahya |

|              |           |                 |
| Perrotta 10’ | Marcatori | 82’ Štepanovský |

## Statistiche

### Statistiche di squadra
Di seguito le statistiche di squadra aggiornate al 13 maggio 2012.
| Competizione  | Punti | In casa | In casa | In casa | In casa | In casa | In casa | In trasferta | In trasferta | In trasferta | In trasferta | In trasferta | In trasferta | Totale | Totale | Totale | Totale | Totale | Totale | DR |
| Competizione  | Punti | G       | V       | N       | P       | Gf      | Gs      | G            | V            | N            | P            | Gf           | Gs           | G      | V      | N      | P      | Gf     | Gs     | DR |
| ------------- | ----- | ------- | ------- | ------- | ------- | ------- | ------- | ------------ | ------------ | ------------ | ------------ | ------------ | ------------ | ------ | ------ | ------ | ------ | ------ | ------ | -- |
| Serie A       | 56    | 19      | 10      | 5       | 4       | 36      | 23      | 19           | 6            | 3            | 10           | 24           | 31           | 38     | 16     | 8      | 14     | 60     | 54     | +6 |
| Coppa Italia  | -     | 1       | 1       | 0       | 0       | 3       | 0       | 1            | 0            | 0            | 1            | 0            | 3            | 2      | 1      | 0      | 1      | 3      | 3      | 0  |
| Europa League | -     | 1       | 0       | 1       | 0       | 1       | 1       | 1            | 0            | 0            | 1            | 0            | 1            | 2      | 0      | 1      | 1      | 1      | 2      | -1 |
| Totale        | -     | 21      | 11      | 6       | 4       | 40      | 24      | 21           | 6            | 3            | 12           | 24           | 35           | 42     | 17     | 9      | 16     | 64     | 59     | +5 |

### Andamento in campionato
| Giornata  | 1 | 2 | 3 | 4  | 5 | 6 | 7 | 8 | 9 | 10 | 11 | 12 | 13 | 14 | 15 | 16 | 17 | 18 | 19 | 20 | 21 | 22 | 23 | 24 | 25 | 26 | 27 | 28 | 29 | 30 | 31 | 32 | 33 | 34 | 35 | 36 | 37 | 38 |
| --------- | - | - | - | -- | - | - | - | - | - | -- | -- | -- | -- | -- | -- | -- | -- | -- | -- | -- | -- | -- | -- | -- | -- | -- | -- | -- | -- | -- | -- | -- | -- | -- | -- | -- | -- | -- |
| Luogo     | T | C | T | C  | T | C | T | C | T | C  | T  | C  | T  | C  | T  | C  | T  | C  | T  | C  | T  | C  | T  | C  | T  | C  | T  | C  | T  | C  | T  | C  | T  | C  | T  | C  | T  | C  |
| Risultato | V | P | N | N  | V | V | P | V | P | P  | V  | V  | P  | P  | N  | V  | V  | N  | V  | N  | P  | V  | P  | V  | P  | P  | V  | V  | P  | V  | P  | V  | P  | P  | N  | N  | N  | V  |
| Posizione | 5 | 9 | 8 | 10 | 6 | 5 | 6 | 6 | 7 | 9  | 7  | 6  | 7  | 9  | 9  | 8  | 7  | 7  | 6  | 6  | 6  | 6  | 6  | 5  | 6  | 6  | 6  | 6  | 6  | 6  | 6  | 5  | 7  | 7  | 8  | 7  | 7  | 7  |

Fonte:  Serie A – Classifiche, su sport.sky.it, Sky Sport. URL consultato il 2 dicembre 2015 (archiviato dall'url originale l'11 settembre 2014).
Legenda:

Luogo: C = Casa; T = Trasferta. Risultato: V = Vittoria; N = Pareggio; P = Sconfitta.

### Statistiche dei giocatori
Sono in corsivo i calciatori che hanno lasciato la società a stagione in corso. Tra parentesi le autoreti.
| Giocatore       | Serie A  | Serie A | Serie A     | Serie A    | Coppa Italia | Coppa Italia | Coppa Italia | Coppa Italia | Europa League | Europa League | Europa League | Europa League | Totale   | Totale | Totale      | Totale     |
| Giocatore       | Presenze | Reti    | Ammonizioni | Espulsioni | Presenze     | Reti         | Ammonizioni  | Espulsioni   | Presenze      | Reti          | Ammonizioni   | Espulsioni    | Presenze | Reti   | Ammonizioni | Espulsioni |
| --------------- | -------- | ------- | ----------- | ---------- | ------------ | ------------ | ------------ | ------------ | ------------- | ------------- | ------------- | ------------- | -------- | ------ | ----------- | ---------- |
| K. Bojan        | 33       | 7       | 4           | 1          | 2            | 0            | 0            | 0            | 2             | 0             | 0             | 0             | 37       | 7      | 4           | 1          |
| F. Borini       | 24       | 9       | 3           | 0          | 2            | 1            | 0            | 0            | 0             | 0             | 0             | 0             | 26       | 10     | 3           | 0          |
| M. Borriello    | 7        | 0       | 0           | 0          | 0            | 0            | 0            | 0            | 1             | 0             | 0             | 0             | 8        | 0      | 0           | 0          |
| M. Brighi       | 0        | 0       | 0           | 0          | 0            | 0            | 0            | 0            | 1             | 0             | 0             | 0             | 1        | 0      | 0           | 0          |
| N. Burdisso     | 10       | 1       | 2           | 0          | 0            | 0            | 0            | 0            | 2             | 0             | 0             | 0             | 12       | 1      | 2           | 0          |
| G. Caprari      | 1        | 0       | 0           | 0          | 0            | 0            | 0            | 0            | 2             | 0             | 0             | 0             | 3        | 0      | 0           | 0          |
| M. Cassetti     | 7        | 0       | 3           | 1          | 0            | 0            | 0            | 0            | 2             | 0             | 0             | 0             | 9        | 0      | 3           | 1          |
| Cicinho         | 2        | 0       | 0           | 0          | 1            | 0            | 0            | 0            | 2             | 0             | 0             | 0             | 5        | 0      | 0           | 0          |
| G. Curci        | 3        | -4      | 0           | 0          | 0            | 0            | 0            | 0            | 0             | 0             | 0             | 0             | 3        | -4     | 0           | 0          |
| D. De Rossi     | 32       | 4       | 9           | 0          | 0            | 0            | 0            | 0            | 0             | 0             | 0             | 0             | 32       | 4      | 9           | 0          |
| F. Gago         | 30       | 1       | 6           | 1          | 2            | 0            | 0            | 0            | 0             | 0             | 0             | 0             | 32       | 1      | 6           | 1          |
| L. Greco        | 19       | 0       | 2           | 0          | 2            | 0            | 0            | 0            | 0             | 0             | 0             | 0             | 21       | 0      | 2           | 0          |
| G. Heinze       | 30       | 0       | 6           | 0          | 2            | 0            | 0            | 0            | 0             | 0             | 0             | 0             | 32       | 0      | 6           | 0          |
| S. Kjær         | 22       | 0       | 4           | 1          | 2            | 0            | 0            | 0            | 0             | 0             | 0             | 0             | 24       | 0      | 4           | 1          |
| José Ángel      | 28       | 0       | 3           | 1          | 2            | 0            | 0            | 0            | 2             | 0             | 0             | 0             | 32       | 0      | 3           | 1          |
| Juan            | 16       | 3       | 3           | 1          | 0            | 0            | 0            | 0            | 0             | 0             | 0             | 0             | 16       | 3      | 3           | 1          |
| Marquinho       | 15       | 3       | 3           | 0          | 0            | 0            | 0            | 0            | 0             | 0             | 0             | 0             | 15       | 3      | 3           | 0          |
| E. Lamela       | 29       | 4       | 1           | 0          | 2            | 2            | 0            | 0            | 0             | 0             | 0             | 0             | 31       | 6      | 1           | 0          |
| B. Lobont       | 9        | -10     | 2           | 0          | 0            | 0            | 0            | 0            | 0             | 0             | 0             | 0             | 9        | -10    | 2           | 0          |
| S. Okaka        | 0        | 0       | 0           | 0          | 0            | 0            | 0            | 0            | 2             | 0             | 0             | 0             | 2        | 0      | 0           | 0          |
| P. Osvaldo      | 26       | 11      | 3           | 2          | 0            | 0            | 0            | 0            | 0             | 0             | 0             | 0             | 26       | 11     | 3           | 2          |
| S. Perrotta     | 19       | 0       | 1           | 0          | 2            | 0            | 0            | 0            | 2             | 1             | 0             | 0             | 23       | 1      | 1           | 0          |
| D. Pizarro      | 7        | 0       | 1           | 0          | 0            | 0            | 0            | 0            | 0             | 0             | 0             | 0             | 7        | 0      | 1           | 0          |
| M. Pjanić       | 30       | 3       | 5           | 0          | 1            | 0            | 0            | 0            | 0             | 0             | 0             | 0             | 31       | 3      | 5           | 0          |
| A. Rosi         | 21       | 0       | 2           | 0          | 0            | 0            | 0            | 0            | 1             | 0             | 0             | 0             | 22       | 0      | 2           | 0          |
| F. Simplício    | 19       | 4       | 3           | 0          | 1            | 0            | 0            | 0            | 2             | 0             | 0             | 0             | 22       | 4      | 3           | 0          |
| M. Stekelenburg | 29       | -40     | 4           | 1          | 2            | -3           | 0            | 0            | 2             | -2            | 0             | 0             | 33       | -45    | 4           | 1          |
| G. Tallo        | 3        | 0       | 0           | 0          | 0            | 0            | 0            | 0            | 0             | 0             | 0             | 0             | 3        | 0      | 0           | 0          |
| R. Taddei       | 24       | 1       | 3           | 0          | 1            | 0            | 0            | 0            | 1             | 0             | 0             | 0             | 26       | 1      | 3           | 0          |
| F. Totti        | 27       | 8       | 7           | 0          | 2            | 0            | 0            | 0            | 2             | 0             | 0             | 0             | 31       | 8      | 7           | 0          |
| F. Viviani      | 6        | 0       | 0           | 0          | 1            | 0            | 0            | 0            | 2             | 0             | 0             | 0             | 9        | 0      | 0           | 0          |
| V. Verre        | 0        | 0       | 0           | 0          | 0            | 0            | 0            | 0            | 1             | 0             | 0             | 0             | 1        | 0      | 0           | 0          |

## Giovanili

### Organigramma societario
Area direttiva
- Allenatore: Alberto De Rossi
- Responsabile organizzativo: Bruno Conti

### Piazzamenti

#### Primavera
- Campionato primavera: Semifinale[72]
- Coppa Italia: Vincitore[73]
- Torneo di Viareggio 2012: Finalista[74]
- Supercoppa Primavera: Finalista[75]